# Furquim
Furquim é um distrito do município brasileiro de Mariana, no interior do estado de Minas Gerais. Segundo o censo demográfico de 2022, realizado pelo Instituto Brasileiro de Geografia e Estatística (IBGE), sua população era de 1 546 habitantes e havia 576 domicílios particulares permanentes ocupados. Possui área de 134,43 km² conforme a Fundação João Pinheiro (FJP). Foi criado pelo alvará provincial de 16 de fevereiro de 1724.
De acordo com o IBGE, em 2010 a população era de 1 656 habitantes e havia 729 domicílios particulares.
Foi um centro minerador de importância nos arredores de Mariana e hoje trata-se de um povoado que guarda o desenho típico dos arraiais de mineração do século XVIII - uma estreita rua comprida, além de uma bela igreja dedicada ao Bom Jesus.

## História
Antônio Furquim da Luz foi o descobridor das minas que levaram seu nome e o fundador do Arraial dos Furquim, onde em 1704 foi consagrada a Capela de Bom Jesus do Monte, segundo Diogo de Vasconcelos. (História Antiga das Minas Gerais).
Nesse arraial viveu por muitos anos, enfrentando dificuldades como revoltas de escravos, escassez de alimentos, doenças, alem de ataques dos índios ferozes e canibais. (...) “O ataque dessa gente atrocíssima por tal maneira aterraram a freguesia do Forquim, que Antonio Forquim da Luz, o seu fundador, desgostoso, acertou de melhor que resistir a semelhantes inquietações, regressar em 1728 para São Paulo, acautelando os anos da última velhice". (Diogo de Vasconcellos, op.cit, vol 1, fls 234).
Principal centro minerador, em 1706 já era considerado paróquia e, em 16 de fevereiro de 1724, tornou-se paróquia colativa. O nome do distrito é uma referência a um dos primeiros descobridores de ouro na região, o sertanista Antônio Furquim da Luz, e que por este fato obteve uma Sesmaria em 1711 e decidiu fundar o arraial. Junto com Mariana, são as duas mais velhas paróquias de Minas Gerais.
As filiais eram as atuais freguesias do Sumidouro, São Sebastião, Arripiados (hoje Araponga), Ponte Nova, São Caetano, Barra Longa e Santa Rita do Turvo, hoje Viçosa.
O Dicionário Histórico Geográfico de Minas Gerais traz um dado interessante sobre a localidade: “Na lista secreta dos homens mais abastados da Capitania, feita em 1746, e a qual nos temos referido mais de uma vez, constam, de Furquim, 19 nomes, dos quais 13 eram mineiros”. Mais tarde, o local entrou em decadência e perdeu a regalia de paróquia.

## Capela de Nossa Senhora do Carmo
Construída na entrada de Furquim, no final do século XVIII, às margens do famoso Ribeirão do Carmo, a capela de Nossa Senhora do Carmo, possui uma arquitetura singela, mas merece destaque  e atenção pela sineira lateral também é datada de meados do século XVIII.
Mantinha também um belo acervo de grandes artistas como Francisco Xavier Carneiro e Francisco Machado Luz, enriquecendo ainda mais o valor histórico e cultural do recinto.
O monumento passou por um incêndio em 1999, que deixou intacto apenas o altar mor e a frente do prédio. Na época do incidente, as peças foram recolhidas e transferidas para o Museu de Arte Sacra de Mariana, onde passaram por um processo de restauração.
Igualmente patrimônio, um raro marco de posse da Coroa Portuguesa, o Cruzeiro Patriarcal, de 1745, é destaque e atração turística.

## Igreja Matriz Bom Jesus do Monte
A igreja matriz dedicada ao Senhor Bom Jesus do Monte, datada de meados do século XVIII, precisamente no ano de 1745, foi construída em substituição à primitiva capela. Em 1767, a sacristia e a capela-mor foram reedificadas e, nos anos seguintes, ali trabalhou o renomado construtor marianense da época José Pereira Arouca, conforme indica documento datado de 1782, no qual a Rainha D.Maria I manda pagar ao empreiteiro por obras realizadas na igreja.
O corpo principal (nave) e as torres da igreja são construções posteriores, presumivelmente do início do século XIX.
Em 1949 foi tombada pelo Instituto do patrimônio Histórico e Artístico Nacional Iphan. Construção imponente e possui um rico interior, externamente tem aspecto robusto, uma fachada pesada e larga pelo seu desenho, possui duas torres quadradas e pouco elevadas, frontão com duas volutas laterais interrompidas, internamente conserva as talhas originais dos cinco retábulos e do arco-cruzeiro, destacando-se pelo belo altar-mor retábulo muito largo, ocupando todo o fundo do presbitério e sobre o dossel esculturas de anjos em diversas posições.
Em 1980, a edificação foi objeto de restauração pelo IEPHA/MG, com vistas a conter o processo de infiltração proveniente da cobertura, que havia cedido alguns centímetros em decorrência dos problemas estruturais, ocasionando a rápida deterioração das peças de madeira do interior da igreja, além dos elementos ornamentais. Concorria, ainda para o arruinamento dos componentes construtivos do edifício, a ação generalizada dos insetos. Para tanto, foi efetuada a recomposição dos trechos arruinados de pau-a-pique, colocação de sapatas de concreto nos esteios, substituição de algumas tábuas dos pisos e forros, incluindo-se a cimalha de madeira do forro da nave e posterior aplicação de pintura preservativa contra a ação dos insetos nas peças de madeira dos mesmos. Entre outros serviços, realizou-se ainda a recomposição das cimalhas externas em massa. A igreja se filia ao tradicional partido das igrejas mineiras da primeira metade do século XVIII, com a nave e capela-mor ladeadas por corredores e, na parte posterior, a sacristia e o consistório dispostos transversalmente em dois pavimentos. O sistema construtivo é em alvenaria de pedra, verificando-se o frontal com vedações de adobe e pau-a-pique em divisões internas. Além de sua própria beleza, a Igreja Matriz de Furquim destaca-se pela sua notável localização paisagística, tendo, nas proximidades, interessante cruz patriarcal sobre escadaria de pedra. Externamente, apresenta aspecto pesado, em função das proporções dos painéis quadrangulares da composição. O frontispício é largo, composto por pilastras e cunhais ressaltados, e volumosa cimalha de pedra. Duas torres quadrangulares, que expressam robustez, ladeiam o frontão recurvado. Observam-se as pequenas proporções das sineiras e janelas em relação aos painéis maciços. As coberturas das torres, o desenho do coroamento da portada e os recortes sinuosos do frontão conferem maior elegância à composição. Internamente a edificação conserva, em quase todos os ambientes, os pisos originais em tabuado corrido e campas e forros em tabuado liso. O conjunto de talha dourada é composto por cinco retábulos e o arco-cruzeiro, todos remanescentes da primitiva igreja, destacando-se o altar-mor, não só pelas suas grandes proporções, mas também pela originalidade de sua decoração.

## Estação ferroviária
Estação Ferroviária Furquim, antiga Edgard Werneck, pertencente ao ramal de Ponte Nova.

Localização: km 593,650 MG-0557

Inauguração: 28.08.1926 com trilhos

Uso atual: centro cultural

Data de construção do prédio atual: Desconhecida
HISTORICO DA LINHA: O ramal de Ponte Nova foi construído em 1887 e 1888 para, da estação de Burnier, se atingir Ouro Preto, então capital da província, de forma que ela se ligasse com o Rio de Janeiro por via férrea. Somente mais tarde, entre 1914 e 1926, é que foi construído o trecho que chegaria até Ponte Nova.
Até 1980 ainda havia trens mistos percorrendo o ramal. Atualmente o ramal da Ponte Nova está desativado, tanto para passageiros como para cargas.
A ESTAÇÃO: A estação de Furquim foi inaugurada em 1926, e segundo Max Vasconcellos, em 1928, a estação já tinha outro nome, Edgard Werneck, que, na verdade, homenageava a mesma pessoa: Edgard Werneck Furquim de Almeida, chefe de depósito da Central. Nos anos 1940, a estação voltou a ter o nome simplificado e original de Furquim. Pelo menos até 1980 ainda havia movimentação de passageiros que podiam se utilizar dos trens mistos. "A estação em processo de reforma, patrocinada pela Alcan, empresa produtora de alumínio (em Saramenha) que tem uma pequena hidrelétrica em Furquim. Reforma não concluída, trilhos arrancados, futuro centro cultural para a comunidade. Na escada de acesso á plataforma, lado contrário ao dos trilhos, está gravada a data 1934 - que poderia significar?" (Gutierrez L. Coelho, 06/2004) Em abril de 2006, a estação, restaurada, é um centro cultural.

## Centro cultural
Por meio do Programa de Resgate da Memória Histórica de Furquim a Novelis, destinou recursos para a prefeitura de Mariana adquirir o prédio da antiga Estação Ferroviária, responsabilizando-se pela sua revitalização. A edificação está entre os monumentos de maior relevância histórica do distrito, pois representa uma importante fase da vida de Furquim, quando a ferrovia movimentou a localidade entre as décadas de 30 e 50.

## Usina hidrelétrica
A Pequena Central Hidrelétrica Furquim foi construída em 2003, pela empresa Novelis, com a finalidade de gerar energia elétrica para a Alcan Alumínio do Brasil Ltda. A usina instalada tem capacidade de geração de 6MW e começou a gerar energia no ínício do mês de novembro de 2003.

## Atualidade
Hoje o distrito que fica a  28 km do centro de Mariana, engloba sub-distritos de Goiabeiras, Cuiabá, Constantino, Gurujanga, Curvanca, Margarida Viana, Paraíso, Pedras e Crasto.
Os produtos caseiros são reconhecidos pela qualidade e podem ser encontrados nos povoados, como doces, queijos, açucares, milho, quitandas e artesanato. Os destaques na produção variam conforme o lugar: goiabada, cachaça, artesanato em madeira, como gamelas, colheres de pau e pilões e artesanato em pedra sabão.
Destaques: Igreja Matriz de Bom Jesus do Monte (século XVIII), Capela de Nossa Senhora do Carmo (século XVIII), Cruzeiro de pedra Patriarcal datado de 1755 em frente à Igreja Matriz, Casario colonial, Estação Ferroviária, Os Doze Passos da "Via Sacra", Capela de Nossa Senhora do Carmo, Casarões coloniais.
Atrações naturais: Encontro das águas dos rios Ribeirão do Carmo e Gualaxo do Sul, Cachoeira de Rosa, queda de 27 metros localizada no subdistrito de Pedras, a 6 km de Furquim, na estrada de terra batida que liga Cuiabá a Pedras, Cachoeira do Jadir e Cachoeira do Pedro, ambas localizadas no subdistrito de Cuiabá, Pedra do Urubu, Rio do Coito, Rio Gualaxo, Ponte dos Macacos, Fonte da Gameleira, Bares e Festas Tradicionais, como manifestações religiosas.
Manifestações Culturais: Festa de 1° de Janeiro, reúne três comemorações: Dia do Padroeiro, festa do furquinhense ausente e a tradicional festa de virada de ano. Há uma programação religiosa com novena, missa solene e uma programação popular com shows, barraquinhas de comidas e bebidas, espetáculos pirotécnicos e leilão, Mês de Maria, em maio, Festa do Divino: ritual em que o provedor da festa é o imperador e desfila coroado pelas ruas, cercado de pajens e acompanhado pela banda de música e pelos moradores, Festa da Virgem do Carmelo, em 16 de Julho, quando as famílias vão até a capela de Nossa Senhora do Carmo e recebem um pó brilhante em suas roupas e as levam para casa, como se fosse uma chuva de graças e bênçãos.
Artesanato: O artesanato produzido no distrito é variado, destacando-se esculturas em pedra sabão; confecção de tapetes de pita; flores de palha; gamelas; pilões; colheres de pau; balaios; bordados; crochê; pintura em tecido; esteiras e peneiras de taquara; bolsas, cabrestos e chicotes de couro e até móveis artesanais. 